# Cryptocephalus carpathicus
Cryptocephalus carpathicus – gatunek chrząszcza z rodziny stonkowatych i podrodziny Cryptocephalinae.
Gatunek po raz pierwszy został naukowo opisany w 1883 roku przez Imre Friváldszkiego.
Chrząszcz o krępym, walcowatym ciele długości od 2,5 do 3 mm. Głowa jest czarna z żółtą wargą górną i przedocznymi częściami policzków. Czułki są czarne z żółtymi nasadami. Ubarwienie całego przedplecza pokryw jest połyskująco czarne. Boczne krawędzie przedplecza w widoku od góry zauważalne są niemal na całej swej długości. Powierzchnia przedplecza pozbawiona jest punktowania, a jej urzeźbienie dostrzec można jedynie pod dużym powiększeniem. Punkty na pokrywach układają się w regularne rzędy, jedynie na ostatnim ich międzyrzędzie występuje grupka bezładnych punktów w okolicy barkowej. Spód ciała jest czarny. Barwa odnóży jest żółta z ciemnymi udami.
Owad ten zasiedla tereny górskie. Owady dorosłe aktywne są od maja do lipca. Roślinami żywicielskimi larw są młode buki.
Gatunek palearktyczny, zamieszkujący Karpaty i niektóre góry Bałkanów. Podawany był z Polski, Czech, Słowacji, Węgier, Ukrainy, Rumunii, Serbii, Czarnogóry. W Polsce jest bardzo rzadko spotykany, znany z nielicznych stanowisk na obszarze Beskidów, Podhala, Tatr i Pienin. Wpisano go na Czerwoną listę zwierząt ginących i zagrożonych w Polsce jako gatunek zagrożony o niedostatecznie rozpoznanym statusie (DD).